# Мармолехо
 Мармолехо  (на испански: Marmolejo) е действащ вулкан и връх в Южна Америка, разположен на границата между Аржентина и Чили. Последно изригване – 1960 г.